# Жеремі Фінелло
Жеремі Фінелло (13 травня 1992 , Женева ) — швейцарський біатлоніст. До сезону 2014-2015 виступав за збірну Франції. Учасник Олімпійських ігор і чемпіонатів світу.

## Кар'єра
Перший міжнародний старт — чемпіонат світу серед юніорів 2011 року в чеському Нове-Место, найкращий результат на якому — 4-те місце в індивідуальних перегонах.
У Кубку IBU дебютував у сезоні 2011-2012 на етапі у французькому От-Мор'єні, де у спринті фінішував 72-им. Найвище досягнення — 14-те місце, яке посів того ж сезону в індивідуальних перегонах на етапі в канадському Кенморі.
Срібний призер чемпіонату Франції 2012 року в естафеті.
У сезоні 2014-2015 почав виступати за збірну Швейцарії. На першому етапі Кубка IBU у Бейтостолені фінішував 42-им у спринті. А вже в перших своїх перегонах у Кубку світу — індивідуальних — посів 26-те місце.

## Результати за кар'єру
Усі результати наведено за даними Міжнародного союзу біатлоністів.

### Олімпійські ігри
| Змагання                        | Інд. перегони | Спринт | Перегони пер. | Мас-старт | Естафета | Змішана ес. |
| Олімпійські ігри 2018 Пхьончхан | 49            | 63     | —             | —         | 15       | —           |

### Чемпіонати світу
| Змагання                  | Інд. перегони | Спринт | Перегони пер. | Мас-старт | Естафета | Змішана ес. | Од. змішана ес. |
| ------------------------- | ------------- | ------ | ------------- | --------- | -------- | ----------- | --------------- |
| Осло 2016                 | 83            | —      | —             | —         | 10       | —           | Не пров.        |
| Гохфільцен 2017           | 63            | 81     | —             | —         | 16       | —           | Не пров.        |
| Естерсунд 2019            | 24            | 32     | 31            | 23        | 11       | 11          | —               |
| Антгольц-Антерсельва 2020 | —             | —      | —             | —         | 15       | —           | —               |
| Поклюка 2021              | 17            | 73     | —             | —         | 11       | 10          | —               |

### Кубки світу
- Найвище місце в загальному заліку: 45-те 2019 року.
- Найвище місце в окремих перегонах: 15-те.
- 1 п'єдестал в естафеті: 1 друге місце.

 Станом на 2 грудня 2018 року 

#### Підсумкові місця в Кубку світу за роками
| Сезон     | Заг. залік | Інд. перегони | Спринт | Перегони пер. | Мас-старт |
| 2014-2015 | 80         | 48            |        |               |           |
| 2015-2016 | 105        | 67            |        |               |           |
| 2016-2017 | 81         |               | 82     | 67            |           |
| 2017-2018 | 55         |               | 69     | 44            |           |
| 2018-2019 | 45         | 30            | 53     | 45            | 40        |
| 2019-2020 | 75         |               | 61     |               |           |
| 2020-2021 | 50         | 21            | 61     | 64            | 45        |